# Bonaparte-partfutó
A Bonaparte-partfutó (Calidris fuscicollis) a madarak (Aves) osztályának lilealakúak (Charadriiformes) rendjébe, ezen belül a szalonkafélék (Scolopacidae) családjába tartozó faj. Nevét Charles Charles Lucien Bonaparte francia ornitológusról, kapta.

## Rendszerezése
A fajt Louis Pierre Vieillot francia ornitológus írta le 1819-ben, a Tringa  nembe Tringa fuscicollis néven.

## Előfordulása
Az Atlanti-óceán szigetein, valamint Alaszka és Kanada területén fészkel. Telelni Dél-Amerikába vonul. Kóborlásai során eljut Európa nyugati részére is.

### Kárpát-medencei előfordulása
Magyarországon rendkívül ritka kóborló. Négy alkalommal észlelték.

## Megjelenése
Testhossza 15–18 centiméter, szárny fesztávolsága 36–38 centiméteres, testtömege 28–66 gramm. Barnás foltos rejtő színe van.

## Életmódja
Rovarokkal, rovarlárvákkal, apró rákokkal, csigákkal, férgekkel és növényi részekkel táplálkozik.

## Szaporodása
A tundrákon a földre készíti fészkét. Átlagos fészekalja 4 tojás, ritkábban 3. A kotlási idő 22 nap, a fiókák fészekhagyók.
|  |